# 津軽氏
津軽氏（つがるし）は、武家・華族だった日本の氏族。16世紀末から廃藩置県まで、現在の青森県のうち津軽地方を支配した大名で、維新後には華族となり、宗家の当主は伯爵に叙されている。通字は「信（のぶ）」。

## 歴史

### 封建時代
津軽氏の系譜には諸説あるが多くの系図では、甲斐源氏の流れをくむ南部氏の庶家・南部久慈氏の一族、大浦光信を祖とする津軽大浦家として家系を開始しており、延徳3年(1491年)、十三安藤氏残党の反抗に対処させるために久慈から津軽西浜種里に移封したと『可足記伝』、『津軽一統志』などで伝えられている。
大永6年（1526年）、大浦氏の初代光信が没し、嫡男盛信が跡を継ぎ、以後、3代は盛信の娘婿政信、4代は政信の子為則、永禄10年（1567年）に久慈氏から婿養子として入った為信が5代目として継承した。
天正19年（1591年）、大浦（津軽）為信に対して、九戸一揆の鎮圧を命じた豊臣秀吉朱印状の宛名がそれまでの「南部右京亮」から「津軽右京亮」に切り替えられ、独立大名として公認された。
「愛宕山教学院祐海書牒」によると為信は戦功に対する褒賞として藤原氏を名乗ることが許され、慶長5年（1600年）の津軽為信任右京大夫口宣案に「藤原為信」とあり、藤原姓の名乗りを朝廷から認可された。さらに、江戸時代に津軽信義は寛永18年（1641年）『寛永諸家系図伝』編纂の際に、近衛家に対して津軽家系図への認証を求め、近衛家当主近衛信尋から、為信の祖父大浦政信が近衛尚通の猶子であると認められた。これによって近衛家は津軽家の宗家とされたが、政信の実父が不詳であることから、系図類は政信を始祖とするものとされている。これは『寛政重修諸家譜』においても踏襲され、明治時代の華族の宗族制においても、第42類 天兒屋根命後内大臣鎌足十七代摂政関白太政大臣忠通裔として近衛家と同祖の家として扱われている。
また、「津軽系図」には、奥州藤原氏藤原基衡の次男で御舘次郎と称した十三秀栄が、保元2年（1157年）に父の遺命により津軽六郡を領して津軽氏の祖になったと記されている。
江戸時代を通じて津軽氏は弘前藩主家として存続する。表高は当初は4万7000石で、極位も諸大夫格の従五位下だったが、文化5年に10万石となり、従四位下を極位とするようになった。明治維新の際の藩主津軽承昭は、戊辰戦争で官軍として奮戦し、その戦功により明治2年に賞典禄1万石を下賜された。維新後、宗家は華族に列せられ、当主は伯爵に叙された（→津軽伯爵家へ）。
津軽信牧の次男信英は、明暦2年に津軽郡黒石平内などにおいて5000石を分与されて分家の旗本家を興した。寛文2年には信敏が相続するとにあたって弟信純に1000石を分与したため4000石となるが、文化6年に宗家より6000石を分与されて都合1万石となり、黒石藩主家となった。明治維新の際の藩主承叙は、戊辰戦争で宗家とともに官軍に参加し、函館征討で戦功を挙げた。維新後には華族となり、当主は子爵に叙された（→津軽子爵家へ）。
江戸時代初期に津軽氏が築城した種里城・堀越城・弘前城は「津軽氏城跡」として国の史跡に指定されている。

### 明治以降
明治維新後、津軽氏からは3家の華族家（伯爵家1家、子爵家1家、男爵家1家）が出た。

#### 津軽伯爵家

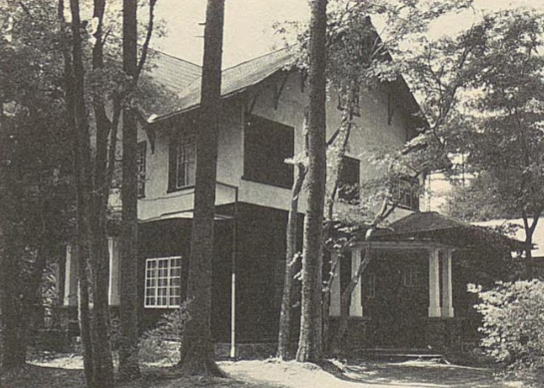
軽井沢に建てられた津軽伯爵家の別荘（大正8年）

最後の弘前藩主津軽承昭は、明治2年に版籍奉還で藩知事に任じられるとともに華族に列した。同年前年の戊辰戦争における勲功により賞典禄1万石を下賜された。明治4年（1871年）7月14日に廃藩置県に伴う罷免まで藩知事を務めた。
版籍奉還の際に定められた家禄は、現米で1万4134石1斗。
明治9年（1876年）の金禄公債証書発行条例に基づき、家禄と賞典禄（実額2500石）の合計1万6634石1斗と引き換えに支給された金禄公債の額は、24万9017円45銭2厘（華族受給者中25位）。
明治前期の頃の承昭の住居は東京市本所区本所太平町にあった。当時の家扶は神盛苗、桜庭太次馬。
明治17年（1884年）7月7日に華族令により華族が五爵制になると旧中藩知事として承昭は伯爵に叙された。承昭の夫人尹子は、近衛忠煕六女。
承昭は大正5年に死去し、養子の英麿（近衛忠房次男）が爵位と家督を相続。英麿はドイツ留学後、学習院および、早稲田、慶應義塾、法政の各大学で教授を務めた後、宮内省書記官や李王職事務官などを務め、退官後には貴族院議員を務めた。英麿夫人照子は小笠原忠忱伯爵の長女。
大正8年に英麿が死去し、承昭の次女寛子と徳川義恕男爵の間の次男である義孝が爵位と家督を相続。義孝の代の昭和前期に津軽伯爵家の邸宅は東京市淀橋区下落合にあった。
義孝の娘華子は昭和天皇の第2皇子常陸宮正仁親王の妃となっている。
なお、津軽伯爵家からは、明治33年に承昭の次男楢麿を祖とする分家の男爵家が成立している。（→#津軽男爵家）。

#### 津軽子爵家
最後の黒石藩主津軽承叙は、明治2年8月13日に版籍奉還に伴って藩知事に任じられるとともに華族に列し、明治4年（1871年）7月の廃藩置県に伴う罷免まで藩知事を務めた
版籍奉還の際に定められた家禄は、現米で802石。
明治9年（1876年）の金禄公債証書発行条例に基づき、家禄と引き換えに支給された金禄公債の額は、1万7254円26銭8厘（華族受給者中257位）。
明治前期の頃の承叙の住居は東京市本所区本所相生町にあった。
明治17年（1884年）7月7日に華族令により華族が五爵制になると、翌8日に旧小藩知事として承叙が子爵に叙された。その後、承叙は貴族院の子爵議員に当選して務めた。承叙の夫人千世子は池田仲律四女。
明治36年に承叙が死去し、長男の類橘（るいきつ）が爵位と家督を相続。類橘の夫人斐子は、柳沢光邦子爵の長女。
明治44年に類橘が死去すると、その養子である益男（池田源子爵の次男）が爵位と家督を相続。類橘の夫人ハマは津軽薫三女。益男の代の昭和前期に子爵家の邸宅は青森県南津軽郡黒石町市ノ町にあった。
益男の孫の承公の代の平成前期にも黒石市市ノ町に在住しており、当時承公は、猿賀神社の神職を務めていた。

#### 津軽男爵家
当家は、津軽承昭伯爵の次男楢麿を祖とする津軽伯爵家の分家である。
明治22年1月17日付けで津軽承昭と宗族の近衛忠煕、細川護久の三名が連署で、維新に功労ある華族は次男以下も華族に列せられる先例に倣って、承昭の戊辰戦争における賊軍追討の功績を以て、楢麿にも爵位を与えるべきことを請願した。この請願は認められ、同月29日付けで楢麿の家は華族となり、楢麿は男爵に叙された。これにより楢麿は津軽伯爵家から分家して別戸を編製した。
明治37年に楢麿が死去し、その長女理喜子の夫である津軽行雅（細川行真子爵の四男）が婿養子として爵位と家督を相続。
明治45年に行雅は隠居し（大正5年に津軽男爵家から離籍し、大正12年に死去）、その長男の承靖が爵位と家督を相続。彼の代の昭和前期に男爵家の邸宅は東京市渋谷区千駄ヶ谷にあった。

## 津軽家文書
弘前藩主津軽家が相伝してきた文書群の一部で、明治以降、津軽家に相伝された分 3,500余点が国文学研究資料館に、国元の弘前におかれた文書群 13,000余点が弘前市立図書館にそれぞれ架蔵されている。

### 津軽屋形様先祖ヨリ之覚
津軽氏先祖は南部氏一族であると主張し、また、大浦南部氏の出羽国仙北金沢から陸奧国久慈郡、津軽鼻和郡大浦への移動が語られている。

## 津軽氏一族

### 津軽氏当主
弘前津軽家 : 陸奥弘前藩主（初代–12代）、伯爵（12代–14代）
- 初代 - 津軽為信
- 02代 - 津軽信枚
- 03代 - 津軽信義
- 04代 - 津軽信政
- 05代 - 津軽信寿
- 06代 - 津軽信著
- 07代 - 津軽信寧
- 08代 - 津軽信明
- 09代 - 津軽寧親
- 10代 - 津軽信順
- 11代 - 津軽順承
- 12代 - 津軽承昭
- 13代 - 津軽英麿
- 14代 - 津軽義孝
- 15代 - 津軽晋

黒石津軽家 : 黒石領主・旗本（初代–8代）、陸奥黒石藩主（8代–11代）、子爵（11代–13代）
- 初代 - 津軽信英
- 02代 - 津軽信敏
- 03代 - 津軽政兕
- 04代 - 津軽寿世
- 05代 - 津軽著高
- 06代 - 津軽寧親
- 07代 - 津軽典暁
- 08代 - 津軽親足
- 09代 - 津軽順徳
- 10代 - 津軽承保
- 11代 - 津軽承叙
- 12代 - 津軽類橘
- 13代 - 津軽益男

## 系譜

### 支流
- 一町田氏
- 尾崎氏
- 森岡氏
- 兼平氏
- 西館氏

## 家臣団
| 為信時代 - 乾安儔 - 小笠原信浄 - 兼平綱則 - 大道寺直英 - 津軽建広 - 沼田祐光 - 服部康成 - 森岡信元 | 江戸前期 - 進藤正次 - 大道寺直秀 - 杉山吉成 - 船橋長真 江戸中期 - 喜多村政方 - 武田定清 - 乳井貢 | 江戸後期 - 菊池九郎 - 小島貞知 - 渋江抽斎 - 大道寺繁禎 - 西館建久 - 本多庸一 |